# Sækkestol
En sækkesstol er en lukket beholder lavet af stof eller materialer med en konsistens lig stofs. Indmaden i stolen gør det muligt at give den en simpel form, så den enkelte kan side på sin individuelle måde.
Indmaden består ofte af Krøyerkugler, som er en fællesbetegnelse for små kugler af ekspanderet polystyren. Kuglerne kan være overfladebehandlet med forskellige kemikalier for at opnå forskellige egenskaber som formstabilitet eller brandhæmmende. 
Både materialerne til yderstoffet og krøyerkuglernes beskaffenhed kan variere rigtig meget, hvorfor der også ses store prisforskelle på sækkestole. Sækkestoles størrelse kan være som på billedet, men kan også være større eller mindre. Flere producenter laver desuden forskellige fantasifulde former ud over den traditionelle runde eller firkantede form.
Sækkestole bruges primært af mennesker, og kan – alt efter materialerne – bruges både indendørs og udendørs. Sækkestole anvendes nogle gange også som senge til dyr, bl.a. hunde.

## Historie
Sækkestolen er designet af et italiensk selskab Zanotta. Siden 1969 er sækkestole blevet et globalt anerkendt møbel. Den oprindelige sækkestol blev kaldt "il sacco", som var en pæreformet lædertaske fyldt med styrofoam-bønner, og den er stadig i produktion i dag.
Piero Gatti, Cesare Paolini og Franco Teodoro har fået anerkendelse for at være de oprindelige designere i Zanotta. Det siges, at de bemærkede, personalet ville sidde på poser fyldt med styrofoam i løbet af deres kaffe- og cigaretpauser. 